# Estación de Gran Vía Asima
La estación de Gran Via Asima es una estación de la línea M1 del Metro de Palma. Fue inaugurada el 25 de abril de 2007.

## Accesos
- Gran vía Asima, 1
- Gran vía Asima, 12